# Benlhevai
Benlhevai est un village du nord-est du Portugal située dans la freguesia de Vila Flor (district de Bragance, dans la région Nord). En 2011 il comptait 234 habitants.

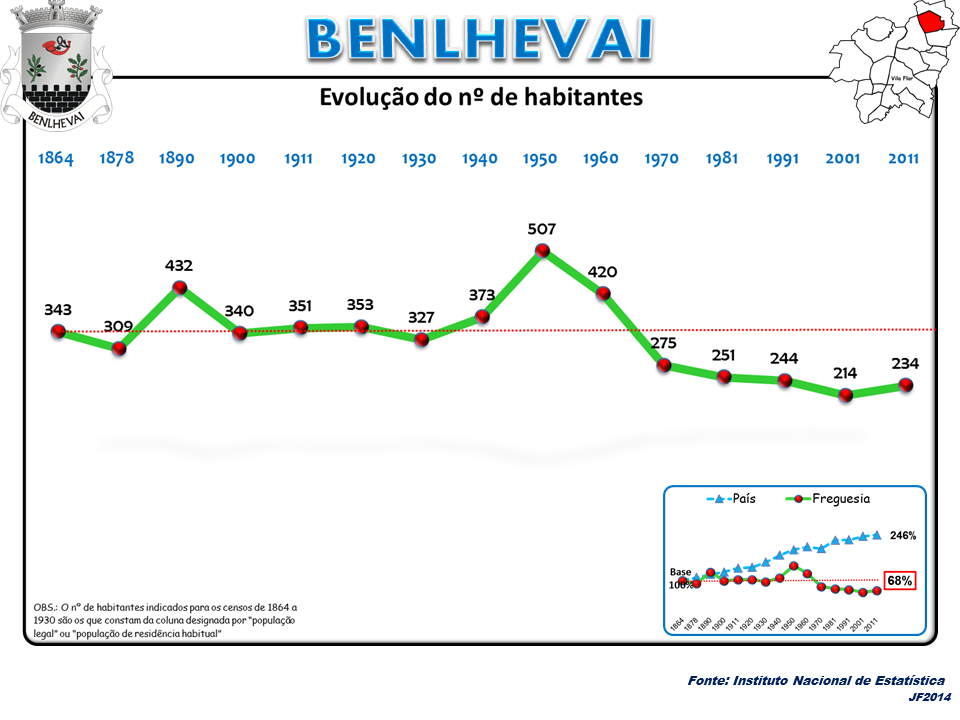
Évolution de la population de Benlhevai de 1864 à 2011.